# Selecció antinatural
"Selecció antinatural" (títol original en anglès "Unnatural Selection") és el setè episodi de la segona temporada de la sèrie de televisió de ciència-ficció estatunidenca Star Trek: La nova generació, i el 33è de tota la sèrie, que es va emetre originalment el 30 de gener de 1989, en redifusió als Estats Units. Va ser escrit per John Mason i Mike Gray, i dirigit per Paul Lynch.
Ambientada al segle XXIV, la sèrie segueix les aventures de la tripulació de la nau de la Flota Estel·lar de la Federació Enterprise-D. En aquest episodi, l' Enterprise es troba amb una nau de subministrament de la Flota Estel·lar on tothom ha mort a causa d'un ràpid envelliment. Han de trobar la causa abans que els científics d'una colònia d'investigació pateixin la mateixa sort.
L'episodi va rebre una nominació als premis Emmy de 1989 a la millor perruqueria.

## Argument
La nau estel·lar de la Federació Enterprise, sota el comandament del capità Jean-Luc Picard (Patrick Stewart), rep una crida de socors de l'USS Lantree i la troba a la deriva. L' Enterprise arriba a l'espectador de Lantree i descobreix que la tripulació sembla haver mort de vellesa, tot i que molts eren tan joves com a l' Enterprise. L'única prova de cap problema mèdic va ser un cas inofensiu de grip telusiana en un dels oficials de la nau. Van descobrir que l'últim port d'escalada del Lantree va ser l'Estació d'Investigació Genètica de Darwin a Gagarin IV. El capità Picard ordena una emissió d'avís de quarantena al Lantree i ordena l' Enterprise a Gagarin IV. Quan s'acosten al planeta, reben una altra trucada de socors dels investigadors de l'estació, tots els quals han començat una ràpida aparició de fenòmens geriàtrics que creuen que està lligat al Lantree.
Quan l'Enterprise arriba a l'òrbita, el líder de l'equip d'investigació demana que els nens genèticament modificats de l'estació es portin a bord, afirmant que estan segurs, ja que han estat aïllats de la resta de l'estació. Picard està preocupat per exposar l' Enterprise al mateix fenomen que està afectant l'estació, però permet que el seu director mèdic Dra. Pulaski (Diana Muldaur) porti un dels nens a bord encastat amb estirolita, que protegeix la resta del vaixell de possibles contaminacions. El nen, un adolescent masculí, és portat a la infermeria i la doctora Pulaski està fascinada per ell, descrivint-lo com el "següent pas de l'evolució humana". Ella convenç a Picard perquè li permeti agafar una llançadora lluny de l'Enterprise, de manera que pugui examinar el nen fora de l'estirolit sense exposar la resta de la tripulació i recluta el Comandant Data (Brent Spiner) com a pilot, que com a androide està immunitzat a infeccions. Quan treu el material protector, el nen es desperta i es comunica telepàticament amb ella. Sobtadament és afectada per un dolor articular i reconeix que ha d'estar experimentant la mateixa condició que el Lantree i la tripulació de l'estació, així que en lloc de tornar a l' Enterprise ordena a Data que piloti la llançadora cap a l'estació de recerca.
La doctora Pulaski continua investigant la causa de la síndrome a l'estació. Ella s'assabenta que els nens han estat modificats genèticament amb sistemes immunitaris altament agressius que lluiten contra els patògens alterant-los genèticament, no sols dins dels cossos dels nens, sinó també a l'entorn fora de llurs cossos. Recordant l'oficial de Lantree amb grip telusiana, el doctor Pulaski postula que la reacció del sistema immunitari dels nens al virus ha creat anticossos a l'aire que estan atacant tots els éssers vius, i això es manifesta com una alteració de l'ADN dels humanoides normals per fer-los envellir ràpidament i morir.
Amb aquesta informació, la tripulació de l' Enterprise determina que els transportistes poden ser capaços d'eliminar els anticossos i tornar a codificar l'ADN d'un individu infectat a la normalitat, però només amb un biopatró previ d'aquest individu, que al principi no tenen per a la doctora Pulaski a causa de la seva evitació de la tecnologia del transportador. La tripulació ho soluciona trobant mostres del cabell de Pulaski a la seva habitació i utilitzant aquest ADN com a plantilla per restaurar-la a la seva plena salut. L' Enterprise fa servir el mateix procediment per restaurar el personal de l'estació, assenyalant que els nens mai no podran conviure amb altres humans, i després torna al Lantree contaminat per destruir el desafortunat vaixell.

## Repartiment i doblatge al català
La sèrie va ser doblada al català pels estudis Tramontana (primera part) i Soundtrack (segona part) i emesa a TV3 l’any 1991. Els dobladors de l'episodi foren:
| Personatge        | Actor/actriu        | Veu en català    |
| ----------------- | ------------------- | ---------------- |
| Jean-Luc Picard   | Patrick Stewart     | Joan Crosas      |
| William Riker     | Jonathan Frakes     | Antoni Forteza   |
| Data              | Brent Spinner       | Joaquim Sota     |
| Geordi La Forge   | LeVar Burton        | Aleix Estadella  |
| Worf              | Michael Dorn        | Enric Arquimbau  |
| Katherine Pulaski | Diana Muldaur       | Núria Cugat      |
| Deanna Troi       | Marina Sirtis       | Victòria Pagès   |
| Wesley Crusher    | Will Wheaton        | Roger Pera       |
| Dra Sara Kingsley | Patricia Smith      | Anna Frigola     |
| Miles O'Brien     | Colm Meaney         | Xavier Fernàndez |
| Capità Taggarat   | J. Patrick McNamara | Manel Català     |

## Producció
El títol original Selecció antinatural fa referència al terme selecció natural de la teoria de l'evolució de Charles Darwin. Per tant, l'estació de recerca d'aquest episodi va rebre el nom de Darwin. En l'esborrany original del guió, un equip visitant hauria arribat al Lantree. A més, el vaixell hauria d'haver estat destruït a la meitat de l'episodi i no al final.
Selecció antinatural recull algunes idees d'episodis anteriors de Star Trek. Una malaltia que provoca un envelliment ràpid ja es va abordar a l'episodi Els anys mortals de Star Trek (sèrie original). A l'episodi The Lorelei Signal de la sèrie animada, el transportador també s'utilitza per revertir l'envelliment ràpid.
Una escena de Selecció antinatural es va reutilitzar a l'episodi 22 ("Ombres argentades") de la segona temporada de la sèrie. El cap del transportador, interpretat per Colm Meaney, rep el cognom O'Brien des d'aquest episodi.
Scott Trost va tornar a interpretar l'alferes Shipley a l'episodi cinquè de la sisena temporada ("Cismes") de "Star Trek: La nova generació". També va interpretar un bajorà a l'episodi quart de la primera temporada ("A Man Alone") de "Star Trek: Deep Space Nine".
Els treballs d'efectes especials els va realitzar Image G. L'USS Lantree mostrat en aquest episodi era una reparació del model USS Reliant que es va utilitzar per al llargmetratge de 1982 Star Trek 2: La còlera del Khan. La matte painting de l'estació de Darwin va ser reutilitzada en forma modificada en dos episodis posteriors de Star Trek: La nova generació.
El pentinat va ser realitzat per Richard Sabre.

## Recepció
Zack Handlen de The A.V. Club li va donar un grau B+.
Keith R.A. DeCandido de Tor.com va puntuar l'episodi 3 sobre 10, qualificant-lo d'inferior a la mitjana de Star Trek: La nova generació i que es limitava a repetir les idees d'altres episodis.
James Hunt de Den of Geek va escriure: "Hi ha fragments d'això que són interessants: el misteri del que va causar la malaltia, l'exploració del treball dels personatges entre Picard i Pulaski", però va criticar el final i va recomanar als espectadors que se saltessin l'episodi.